# Villa Obere Bergstraße 1 (Radebeul)
Die Villa in der Oberen Bergstraße 1 liegt im Stadtteil Niederlößnitz der sächsischen Stadt Radebeul. Sie ist heute der Sitz der Diakonie in Sachsen (Diakonisches Werk der Evangelisch-Lutherischen Landeskirche Sachsen).

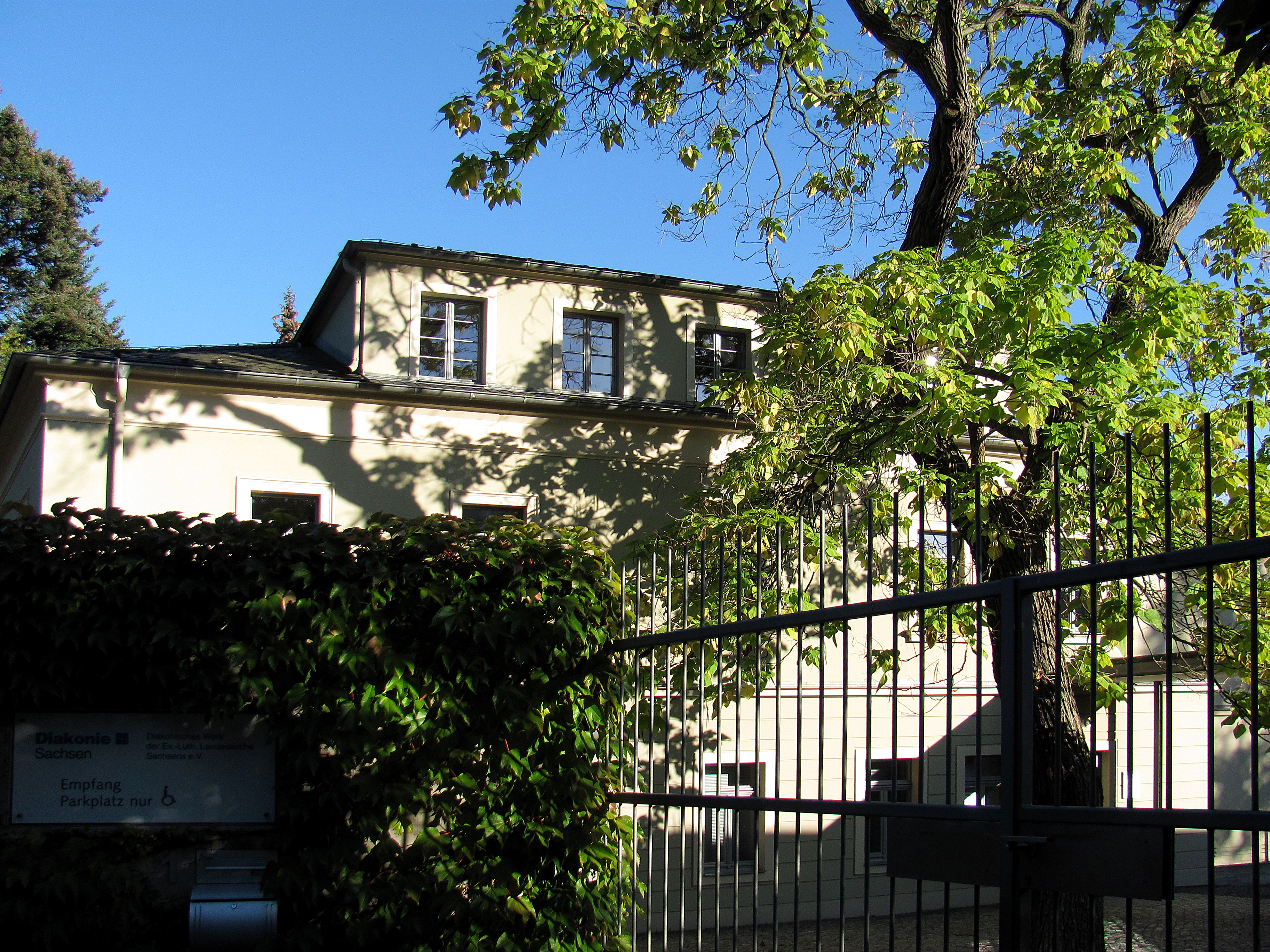
Villa Obere Bergstraße 1, Westseite

## Beschreibung

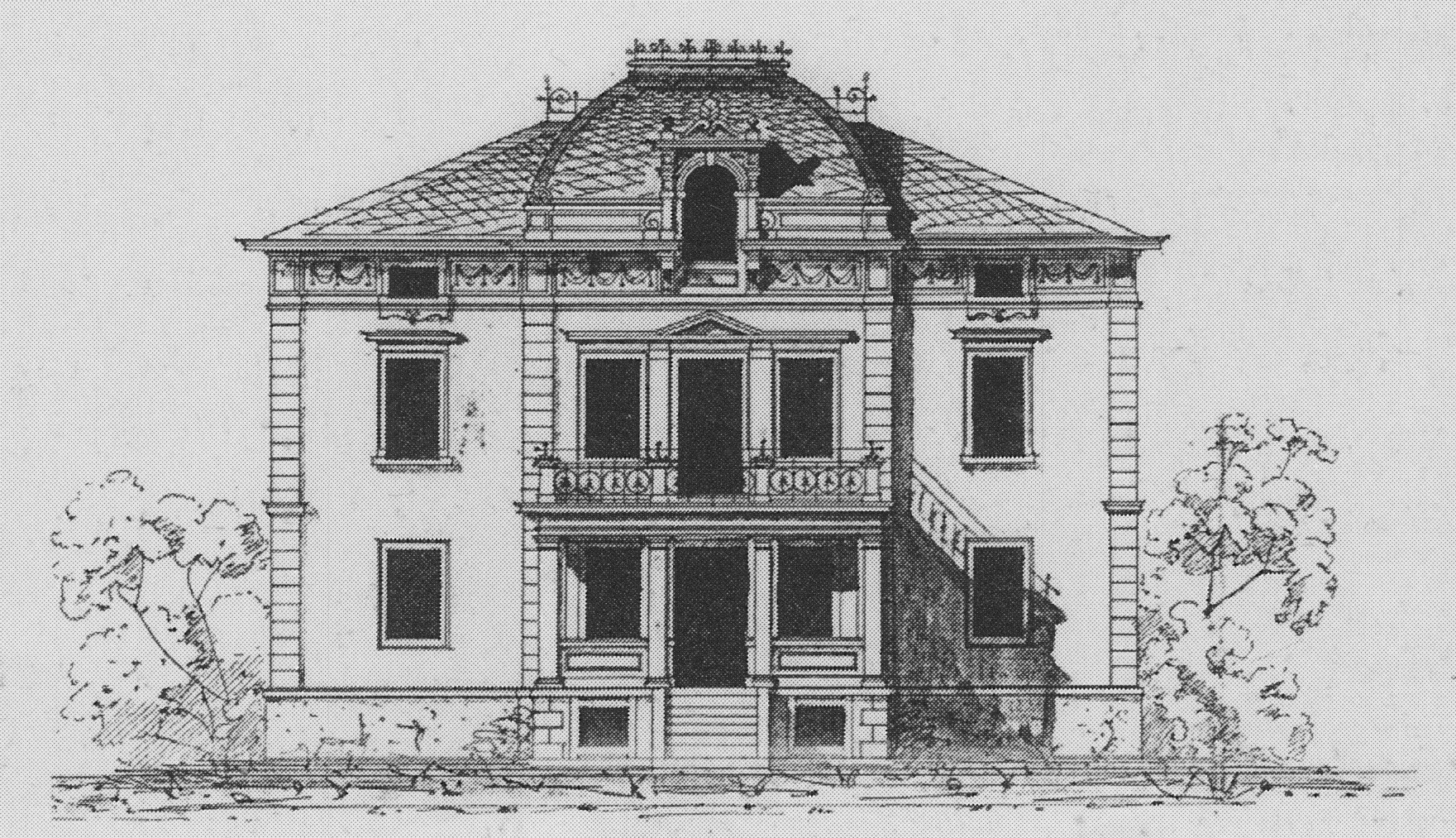
Bauzeichnung der Gartenseite von 1890 zur Errichtung der Kuppel. 1922 wurde diese wieder beseitigt.

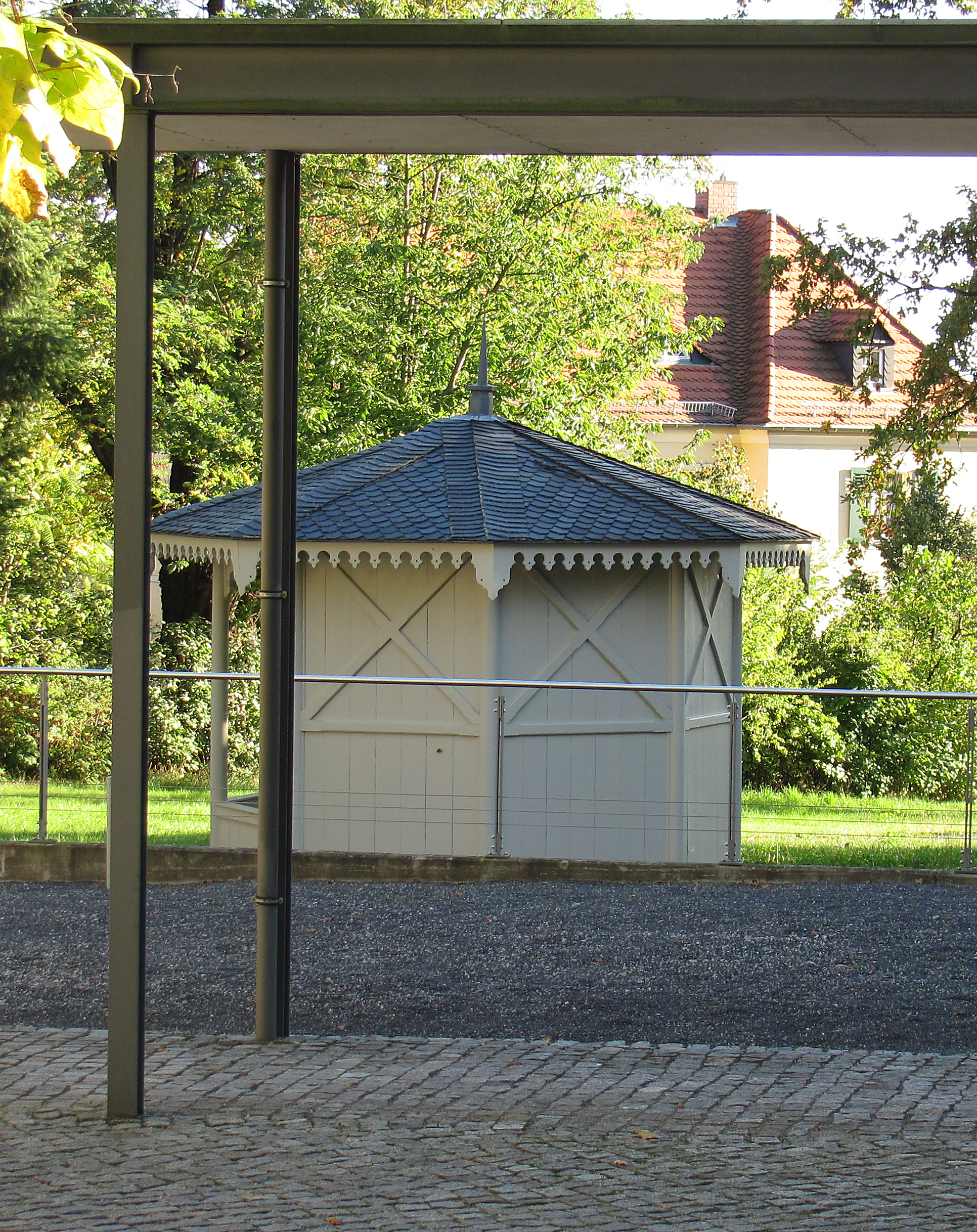
Holzpavillon Obere Bergstraße 1

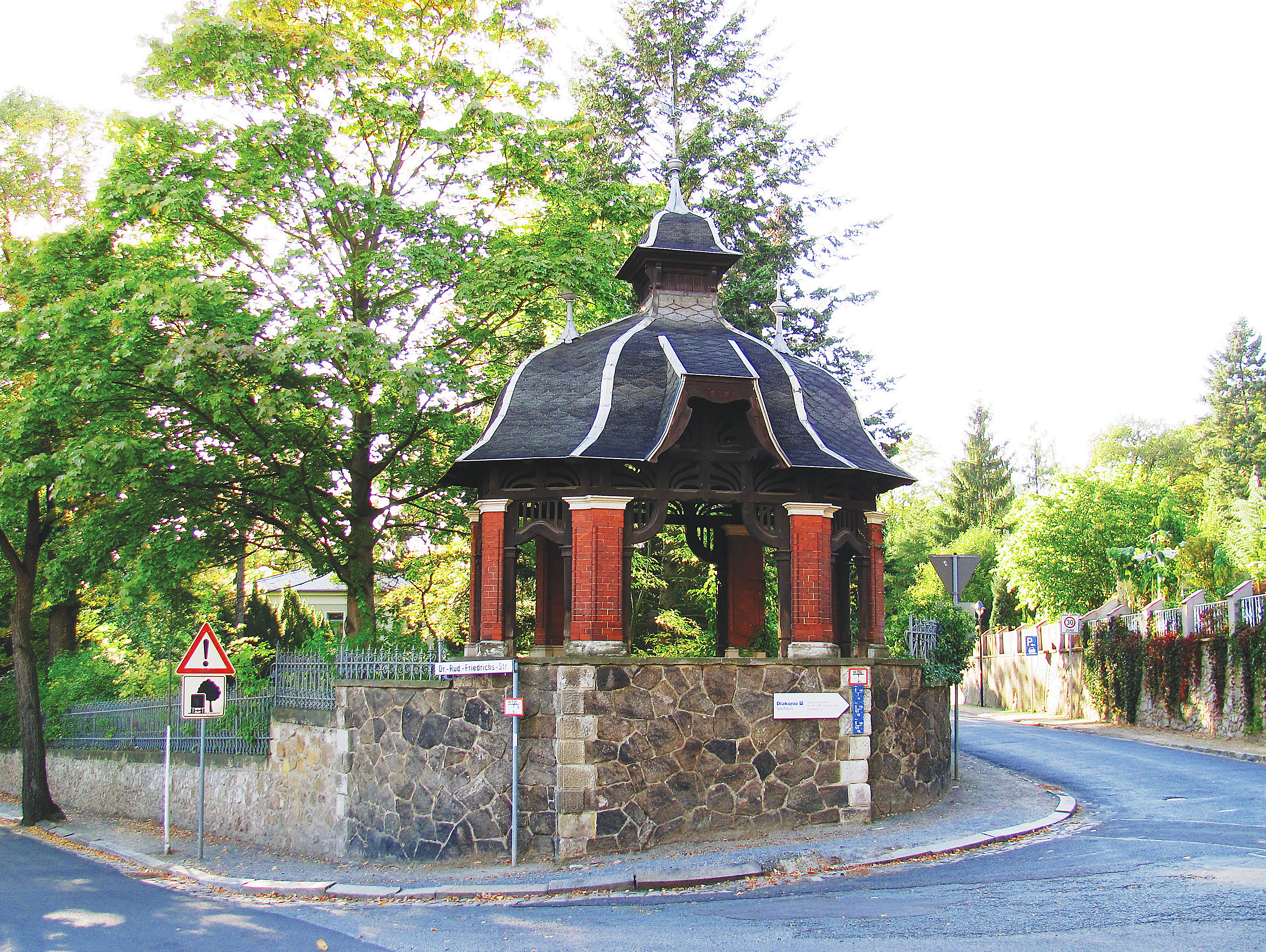
Eckpavillon Obere Bergstraße 1

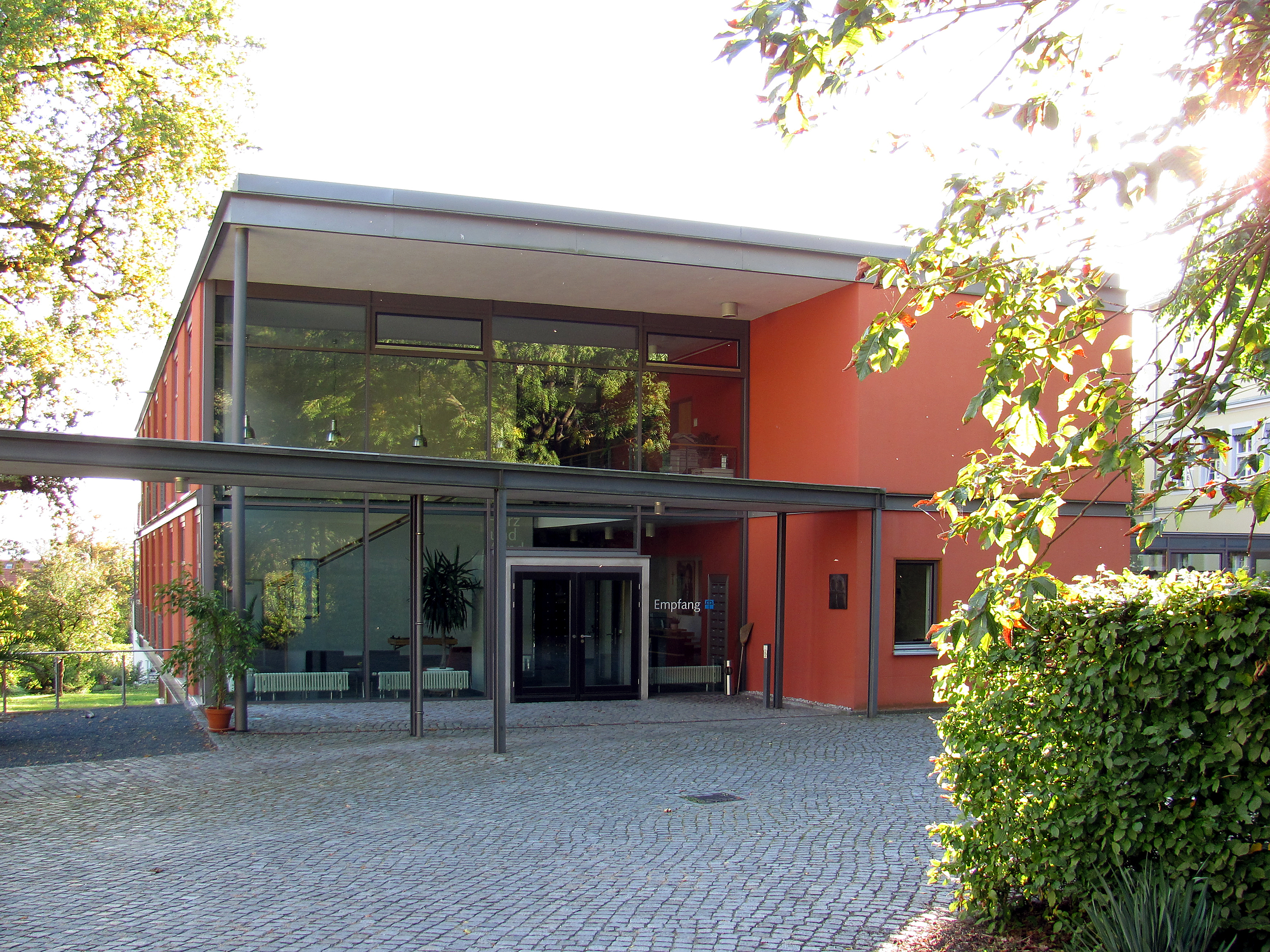
Empfangs- und Tagungsgebäude Obere Bergstraße 1

Die mitsamt Eckpavillon und Einfriedung unter Denkmalschutz stehende Villa liegt auf einem großen dreieckigen Grundstück, die Obere Bergstraße im Norden und die diagonal verlaufende Dr.-Rudolf-Friedrich-Straße im Südosten. Westlich liegt das ebenfalls zur Diakonie gehörende, nicht abgetrennte Grundstück Obere Bergstraße 3. Der zweigeschossige Hauptbau liegt mit seiner Längsseite entlang der Oberen Bergstraße, von der Straße zurückgesetzt im Grundstück drinnen. Das Gebäude mit seinen stark vereinfachten Putzfassaden hat ein schiefergedecktes Walmdach. Auf der nach Süden liegenden Gartenseite liegt mittig in der fünfachsigen Fassade ein dreiachsiger Mittelrisalit, vor diesem steht eine eingeschossige Veranda mit Austritt obenauf. Von dieser führt eine zweiläufige Freitreppe in den Garten.
In der Straßenansicht steht rechts, also auf der Westseite, ein schmales, bis zur Grundstücksumfassung reichendes Nebengebäude, mit dem Hauptbau verbunden. Dieser Anbau ist genauso hoch wie das Hauptgebäude, hat jedoch eine höhere Trauflinie. In der Ecke zwischen Haupt- und Nebengebäude liegt ein lisenengegliedertes Eingangsrisalit, oben mit einer Attika.
Vor der südwestlichen Gebäudeecke steht im Garten ein hölzerner, achteckiger Pavillon mit Zeltdach. An der östlichen Grundstücksgrenze, direkt hinter der Einfriedungsmauer steht ein Eckpavillon in einem barockisierenden Jugendstil: Auf einem Bruchsteinsockel erheben sich ziegelgemauerte Pfeiler, die ein geschwungenes Dach mit einer Laterne tragen.
Die Grundstücksfläche [„zwei Pavillons (Eckpavillon zur Dr.-Rudolf-Friedrichs-Straße und Gartenpavillon im Grundstück), Brunnen vor dem Gebäude, Grotte und nierenförmiges Wasserbecken und Grotte im Garten, Gartenfläche einschließlich Bepflanzung sowie Einfriedung“] gilt als denkmalpflegerische Nebenanlage.

## Geschichte
Südlich der Oberen Bergstraße lag westlich der „langen Gasse“, der heutigen Dr.-Rudolf-Friedrich-Straße, ein größeres Weinbergsgrundstück, das 1723 durch den Zusammenschluss mehrerer kleinerer Weinbergsflächen entstand und bis zur „mittleren Bergstraße“, der heutigen Winzerstraße, reichte. Der erste nachweisbare Eigentümer war der Dresdner Apotheker Johann Caspar Birnbaum, nach dem der Weinberg zeitweilig auch Birnbaumscher Weinberg genannt wurde. 1838 trug er den Namen Hoher Berg. Als sogenannter Herrenberg unterstanden die Rebflächen dieses Teils der Lößnitz unmittelbar dem Amt Dresden und nicht der nächstgelegenen Gemeinde Kötzschenbroda. Spätere Eigentümer nach Birnbaum waren 1822 der Senator Wilhelm Heinrich Dittmar; im Jahr 1826 gehörte das Anwesen Carl Rudolf Kretzschmar, für das Jahr 1832 ist der Name Rudolf Kretzschmar dokumentiert, ein Seifensieder aus Dresden.
Auf dem Weinberg wurde 1845 der Kernbau des späteren Amalie-Sieveking-Hauses errichtet (Obere Bergstraße 3), eventuell durch Umbau eines bereits bestehenden Weinbergshauses. 1862 wurde an der östlichen Ecke des Areals eine Villa errichtet, ein rechteckiger Bau von fünf zu zwei Fensterachsen Größe.
Im Jahr 1890 beauftragte der Oberstleutnant a. D. Adolf von Manstein den Kötzschenbrodaer Baumeister F. A. Bernhard Große damit, über dem nach Süden zeigenden Mittelrisalit eine Kuppel zu errichten. 1892/1893 stockte Große das Nebengebäude für die „Dienstmannschaft“ sowie für Gästezimmer auf. 1902 baute der Radebeuler Architekt Johannes Heinsius den Eckpavillon an der östlichen Straßenecke.
Der Dresdner Architekt Martin Pietzsch entwarf 1922 für den Direktor Rudolf Neulinger den das heutige Aussehen der Villa bestimmenden Umbau, bei dem eine „stilistische Bereinigung“ der Fassaden, der Rückbau der Kuppel und die Abnahme des eisernen Zauns um die Dachplattform im Mittelpunkt standen. Hinzu kam eine Aufstockung der Veranda sowie eine Attika auf Lisenen auf der Hofseite des Gebäudes. Nach der Baugenehmigung mit zahlreichen Ausnahmen vom Niederlößnitzer Ortsbaugesetz im Juni 1923 erfolgte die Ausführung durch den Baumeister Alfred Große, der im November 1923 die Ingebrauchnahmegenehmigung erwirken konnte.
In den folgenden Jahrzehnten erfolgten weitere Veränderungen an den Fassaden.
Die Villa ist heute der Sitz des Diakonischen Werkes der Evangelisch-Lutherischen Landeskirche Sachsens (vorher als Landeskirchliches Amt für Innere Mission). Unter der Nachbaradresse Nr. 3 findet sich das ebenfalls zur Diakonie gehörende Amalie-Sieveking-Haus. Zwischen den beiden historischen und denkmalgeschützten Gebäuden liegt das 1998/1999 errichtete Empfangs- und Tagungsgebäude, das im Jahr 2001 mit dem Radebeuler Bauherrenpreis in der Kategorie Sonderpreis für öffentliche Bauten ausgezeichnet wurde.